# Али, Азиз
Азиз Али (англ. Aziz Ali; род. 15 сентября 1980) — кенийский боксёр, представитель полутяжёлой и первой тяжёлой весовых категорий. Выступал за национальную сборную Кении по боксу в 2008—2016 годах, победитель и призёр многих турниров национального значения, участник летних Олимпийских игр в Пекине.

## Биография
Азиз Али родился 15 сентября 1980 года в Кении.
На Африканской олимпийской квалификации 2008 года в Виндхуке в полутяжёлом весе сумел дойти до финала и тем самым прошёл отбор на летние Олимпийские игры в Пекине. На Играх уже в первом поединке категории до 81 кг со счётом 3:8 потерпел поражение от турка Бахрама Музаффера и сразу же выбыл из борьбы за медали.
После пекинской Олимпиады Али остался в составе кенийской национальной сборной и продолжил принимать участие в крупнейших международных турнирах. Так, в 2011 году он боксировал в первом тяжёлом весе на турнире Беназир Бхутто в Исламабаде, где дошёл до четвертьфинала.
Пытался пройти отбор на Олимпийские игры 2012 года в Лондоне, однако на Африканской олимпийской квалификации в Касабланке остановился уже в четвертьфинале.
В 2016 году предпринял попытку отобраться на Олимпийские игры в Рио-де-Жанейро, но вновь потерпел неудачу — на Всемирной олимпийской квалификации в Баку был побеждён в 1/8 финала первой тяжёлой весовой категории.